# Tipula (Lunatipula) pseudowolfi
Tipula (Lunatipula) pseudowolfi is een tweevleugelige uit de familie langpootmuggen (Tipulidae). De soort komt voor in het Palearctisch gebied.